# Saitama Stadium 2002
Das Saitama Stadium 2002 (jap. 埼玉スタジアム2002, Saitama Sutajiamu 2002) ist ein Fußballstadion in der japanischen Stadt Saitama, Präfektur Saitama. Es wurde anlässlich der Fußball-Weltmeisterschaft 2002 errichtet und im Juli 2001 fertiggestellt. Die Baukosten betrugen 319 Millionen €. Derzeit bietet es 63.718 Zuschauern Platz. Der Hauptnutzer des Stadions ist der Fußballverein Urawa Red Diamonds, der hier seine Heimspiele in der J. League Division 1 austrägt.
Das Saitama Stadium 2002 war ein Spielort der Fußballturniere während der Olympischen Sommerspiele 2020 in Tokio vorgesehen.
Am 6. Mai 2023 ist das Finalrückspiel der AFC Champions League 2022/23 im Stadion geplant.

## Galerie

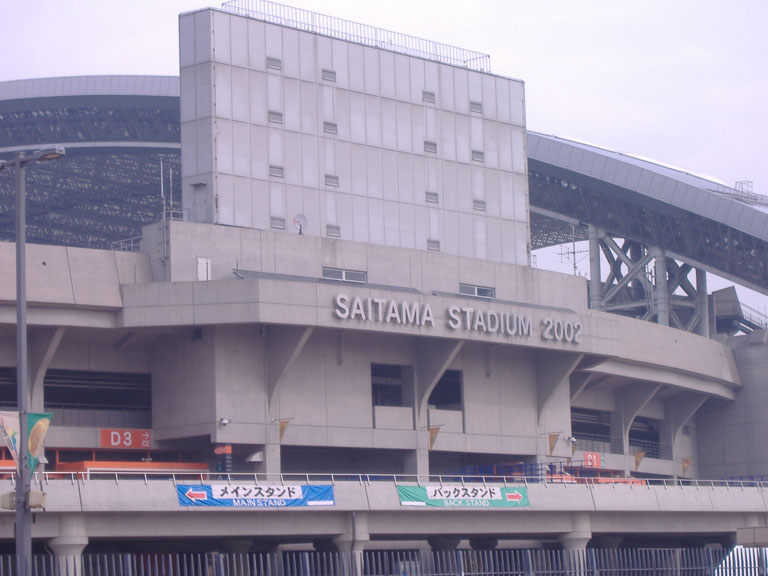
Außenansicht (Oktober 2005)
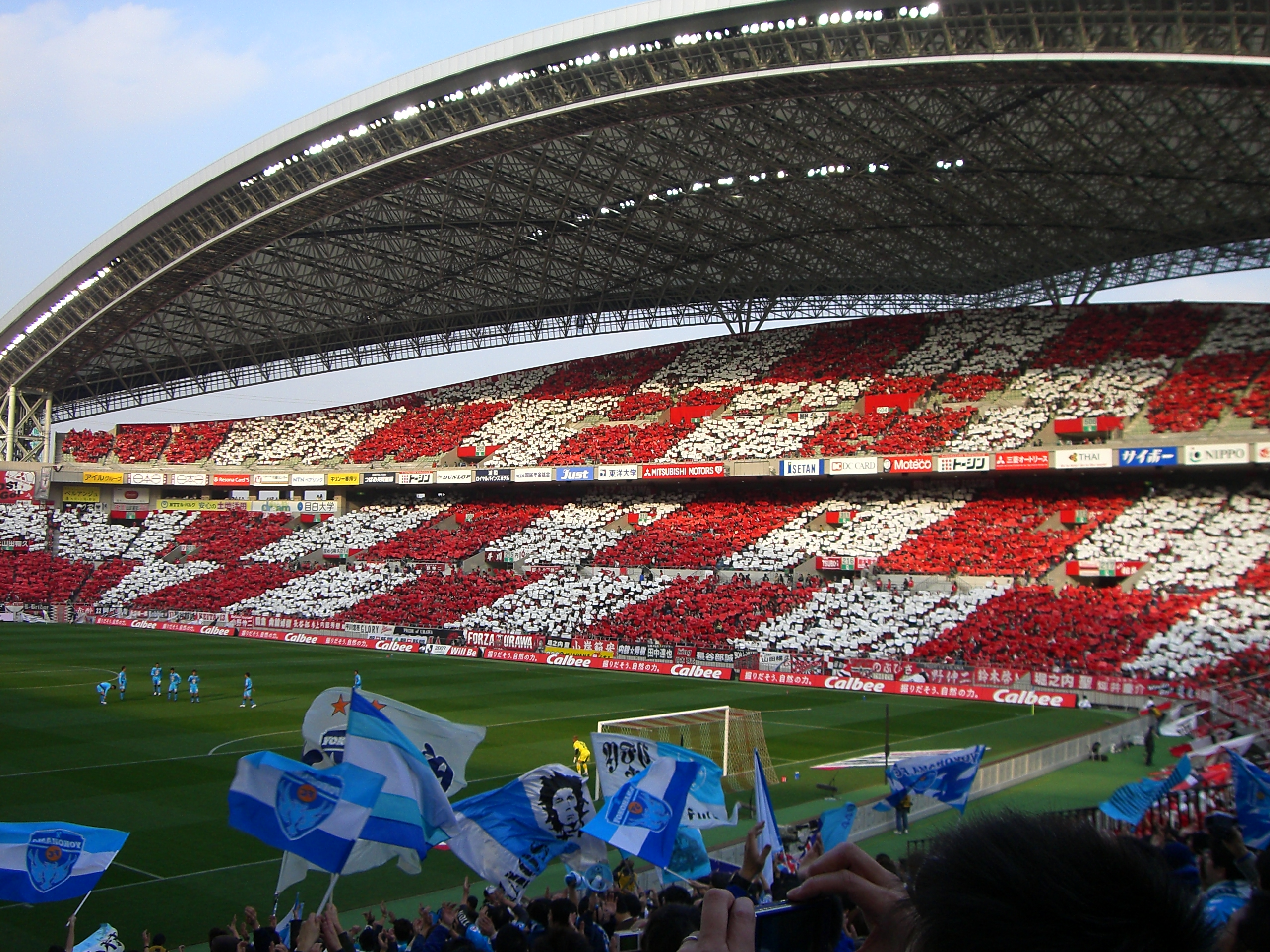
Choreographie der Fans von den Urawa Red Diamonds (März 2007)
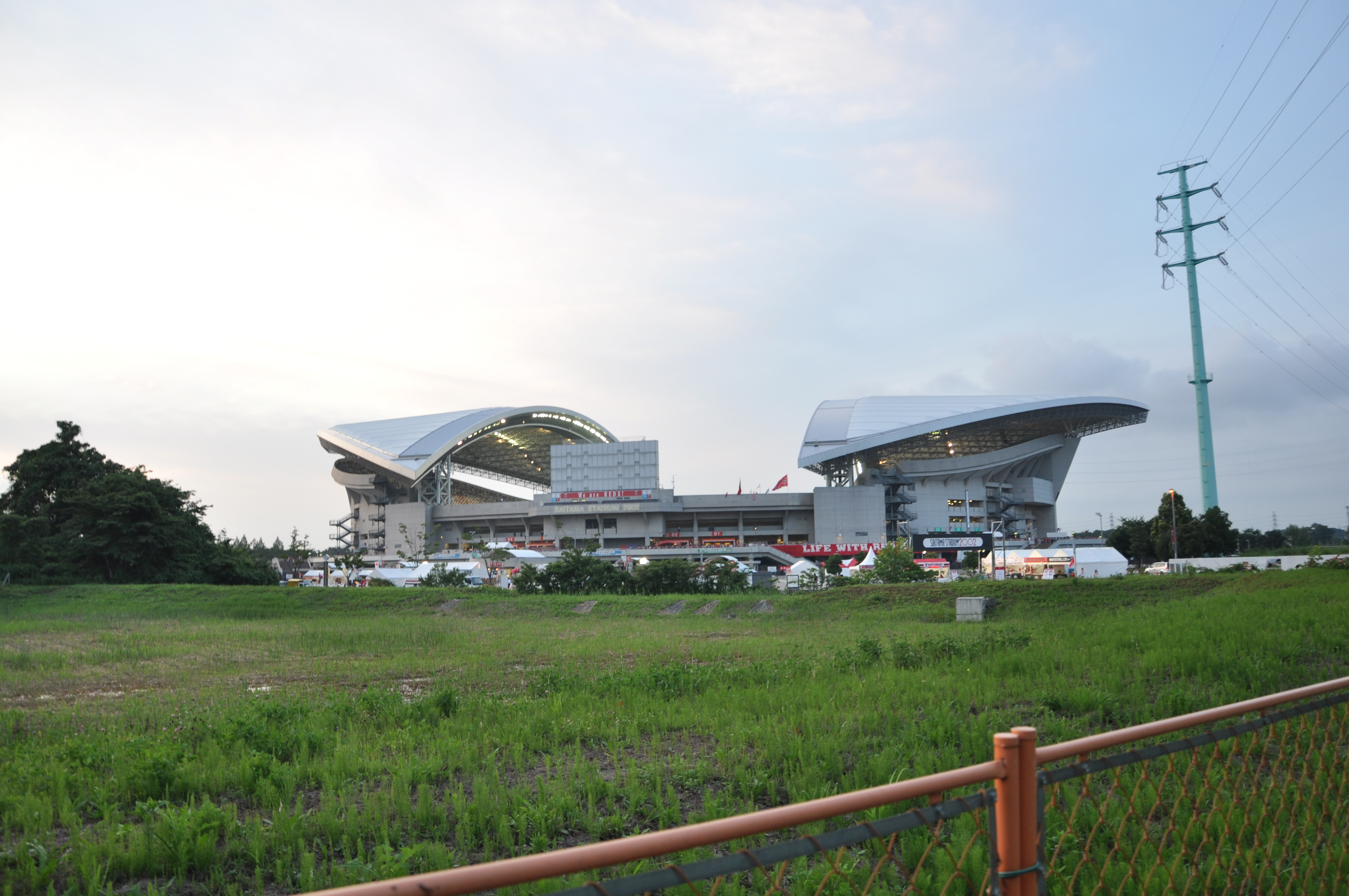
Das Saitama Stadium 2002 aus der Ferne fotografiert (2011)
Die zwei großen Dachbögen überspannen Haupt- und Gegentribüne (2011)